# 杨梦琦
杨梦琦（1988年—，英文名：Norah），上海人，主持人、中英双语单口喜剧（脫口秀）演員。

## 生平
杨梦琦曾就讀於上外附中、复旦大学英语语言文学专业、杜克大学。曾在香港工作数年，2016年回到上海工作，並在一家外資快速消费品公司出任销售總監，同時在上海笑果文化公司兼職主持脫口秀節目。2020年參加《脱口秀大会》第三季以及《奇葩说》。她還主持過《诺拉周五秀》。